# Gustavo Coleoni
Gustavo Iván Coleoni (Córdoba, provincia de Córdoba, 16 de agosto de 1968) es un exfutbolista y actual entrenador argentino. Actualmente dirige a San Miguel.
Es primo del también entrenador Sergio Coleoni, quien ha sido su ayudante de campo en Racing de Córdoba y Santamarina.

## Trayectoria

### Como jugador
Nacido en Córdoba, Coleoni hizo las inferiores en Talleres. Durante su juventud, debido a su baja estatura, el club le pagó un tratamiento con hormonas de crecimiento similar al de Lionel Messi, pero nunca funcionó del todo.Luego de su etapa en el equipo cordobés, pasó a San Agustín de Perú, Magallanes de Chile y jugó en clubes regionales de Córdoba (Matienzo de Monte Buey, Belgrano de La Para, Central de Río Segundo, Atlético de Río Tercero, Bella Vista y Las Palmas).

### Como entrenador
Tras retirarse, Coleoni se dedicó a la dirección técnica en 1997, primero como coordinador de las categorías inferiores de su primer club, Talleres, y luego como entrenador. En 2003 pasó a Racing de Córdoba, donde inicialmente fue coordinador general, luego fue director técnico de las categorías inferiores en 2004 y luego quedó a cargo del primer equipo en 2006.
El 17 de diciembre de 2006, fue nombrado entrenador de Gimnasia y Esgrima de Mendoza, pero posteriormente fue reemplazado por Ricardo Dillon. Posteriormente estuvo al frente de Juventud Antoniana también en la temporada 2007, pero renunció. El 3 de junio de 2008, inició su segunda etapa en el club salteño.En sus dos temporadas a cargo, estuvo a punto de ascender a la Primera B Nacional y, en julio de 2010, pasó a Juventud Unida Universitario como coordinador general.
En septiembre de 2010, asumió la dirección de Central Norte.El 21 de febrero siguiente, asumió como entrenador de Talleres, que militaba en el Torneo Argentino A.En junio de 2011, fue despedido de su cargo tras el final de la temporada.
El 28 de junio de 2011, comenzó su segundo ciclo en Racing de Córdoba.Aproximadamente un año después, fue designado al frente de Santamarina, antes de regresar a Central Norte en 2013.En enero de 2015, luego de breves períodos a cargo de Guillermo Brown y Sportivo Patria, Coleoni regresó al equipo de Tandil.
En junio de 2016, se marchó de Santamarina para dirigir a Ferro Carril Oeste.No obstante, fue despedido de su cargo el 15 de diciembre y se hizo cargo de Central Córdoba de Santiago del Estero en enero siguiente.A pesar de sufrir el descenso en su primera temporada, el club ganó el Torneo Federal A 2017-18 y posteriormente logró el ascenso a la Primera División y llegó a la final de la Copa Argentina 2018-19.El 17 de marzo de 2020, tomó la decisión de dejar su cargo.Sin embargo, el 30 de diciembre, inició su segundo ciclo al frente del club santiagueño y permaneció hasta agosto de 2021 cuando fue relevado de sus funciones.
El 19 de mayo de 2022, fue anunciado como entrenador de San Miguel.En diciembre de 2023, obtuvo el ascenso a la Primera Nacional después de derrotar a Douglas Haig en el partido desempate.Luego de conseguir la permanencia en la segunda categoría, el club oficializó su salida "en buenos términos" en noviembre de 2024. No obstante, en abril de 2025, inició su segunda etapa al frente del club bonaerense.

## Estadísticas

### Como entrenador
| Equipo                           | Div.                       | Torneo                            | Estadísticas | Estadísticas | Estadísticas | Estadísticas | Estadísticas | Estadísticas | Estadísticas | Estadísticas |
| Equipo                           | Div.                       | Torneo                            | PJ           | G            | E            | P            | GF           | GC           | DG           | Efectividad% |
| -------------------------------- | -------------------------- | --------------------------------- | ------------ | ------------ | ------------ | ------------ | ------------ | ------------ | ------------ | ------------ |
| Racing (C) Argentina             | 3.ª                        | Argentino A Torneo Clausura 05-06 | 19           | 10           | 4            | 5            | 31           | 24           | +7           | 59,65%       |
| Racing (C) Argentina             | Total                      | Total                             | 19           | 10           | 4            | 5            | 31           | 24           | +7           | 59,65%       |
| Gimnasia y Esgrima (M) Argentina | 3.ª                        | Torneo Argentino A 2006-07        | 8            | 3            | 1            | 4            | 11           | 11           | 0            | 41,67%       |
| Gimnasia y Esgrima (M) Argentina | Total                      | Total                             | 8            | 3            | 1            | 4            | 11           | 11           | 0            | 41,67%       |
| Juventud Antoniana Argentina     | 3.ª                        | Torneo Argentino A 2006-07        | 1            | 0            | 1            | 0            | 1            | 1            | 0            | 33%          |
| Juventud Antoniana Argentina     | 3.ª                        | Torneo Argentino A 2008-09        | 38           | 21           | 12           | 5            | 60           | 41           | +19          | 65,79%       |
| Juventud Antoniana Argentina     | 3.ª                        | Torneo Argentino A 2009-10        | 35           | 15           | 11           | 9            | 50           | 38           | +12          | 53%          |
| Juventud Antoniana Argentina     | Total                      | Total                             | 74           | 36           | 24           | 14           | 111          | 80           | +31          | 59,46%       |
| Central Norte Argentina          | 3.ª                        | Torneo Argentino A 2010-11        | 23           | 9            | 8            | 6            | 30           | 18           | +12          | 50,72%       |
| Central Norte Argentina          | Total                      | Total                             | 23           | 9            | 8            | 6            | 30           | 18           | +12          | 50,72%       |
| Talleres (C) Argentina           | 3.ª                        | Torneo Argentino A 2010-11        | 15           | 6            | 3            | 6            | 19           | 21           | -2           | 46,67%       |
| Talleres (C) Argentina           | Total                      | Total                             | 15           | 6            | 3            | 6            | 19           | 21           | -2           | 46,67%       |
| Racing (C) Argentina             | 3.ª                        | Torneo Argentino A 2011-12        | 31           | 11           | 6            | 14           | 35           | 40           | -5           | 41,93%       |
| Racing (C) Argentina             | 3.ª                        | Copa Argentina 2011-12            | 3            | 2            | 0            | 1            | 3            | 2            | +1           | 66,67%       |
| Racing (C) Argentina             | Total                      | Total                             | 34           | 13           | 6            | 15           | 38           | 42           | -4           | 44,12%       |
| Racing (C) Argentina             | Total en Racing de Córdoba | Total en Racing de Córdoba        | 53           | 23           | 10           | 20           | 69           | 66           | +3           | 49,68%       |
| Santamarina Argentina            | 3.ª                        | Torneo Argentino A 2012-13        | 38           | 18           | 10           | 10           | 54           | 36           | +18          | 56,14%       |
| Santamarina Argentina            | 3.ª                        | Copa Argentina 2012-13            | 3            | 2            | 0            | 1            | 3            | 2            | +1           | 66,67%       |
| Santamarina Argentina            | Total                      | Total                             | 41           | 20           | 10           | 11           | 57           | 38           | +19          | 56,91%       |
| Central Norte Argentina          | 3.ª                        | Torneo Argentino A 2013-14        | 24           | 6            | 8            | 10           | 28           | 32           | -4           | 36,11%       |
| Central Norte Argentina          | 3.ª                        | Copa Argentina 2013-14            | 1            | 0            | 0            | 1            | 0            | 1            | -1           | 0%           |
| Central Norte Argentina          | Total                      | Total                             | 25           | 6            | 8            | 11           | 28           | 33           | -5           | 34,67%       |
| Central Norte Argentina          | Total en Central Norte     | Total en Central Norte            | 48           | 15           | 16           | 17           | 58           | 51           | +7           | 42,36%       |
| Guillermo Brown Argentina        | 3.ª                        | Torneo Argentino A 2013-14        | 5            | 1            | 2            | 2            | 4            | 5            | -1           | 33%          |
| Guillermo Brown Argentina        | Total                      | Total                             | 5            | 1            | 2            | 2            | 4            | 5            | -1           | 33%          |
| Sportivo Patria Argentina        | 3.ª                        | Torneo Federal A 2014             | 20           | 7            | 9            | 4            | 29           | 23           | +6           | 50%          |
| Sportivo Patria Argentina        | Total                      | Total                             | 20           | 7            | 9            | 4            | 29           | 23           | +6           | 50%          |
| Santamarina Argentina            | 2.ª                        | Primera B Nacional 2015           | 46           | 20           | 13           | 13           | 61           | 45           | +16          | 52,89%       |
| Santamarina Argentina            | 2.ª                        | Copa Argentina 2014-15            | 1            | 0            | 0            | 1            | 1            | 2            | -1           | 0%           |
| Santamarina Argentina            | 2.ª                        | Primera B Nacional 2016           | 21           | 7            | 6            | 8            | 16           | 19           | -3           | 42,86%       |
| Santamarina Argentina            | Total                      | Total                             | 68           | 27           | 19           | 22           | 78           | 66           | +12          | 49,02%       |
| Santamarina Argentina            | Total en Santamarina       | Total en Santamarina              | 109          | 47           | 29           | 33           | 135          | 104          | +31          | 51,98%       |
| Ferro Carril Oeste Argentina     | 2.ª                        | Primera B Nacional 2016-17        | 20           | 5            | 11           | 4            | 24           | 21           | +3           | 43%          |
| Ferro Carril Oeste Argentina     | Total                      | Total                             | 20           | 5            | 11           | 4            | 24           | 21           | +3           | 43%          |
| Central Córdoba (SdE) Argentina  | 2.ª                        | B Nacional 2016-17                | 24           | 8            | 9            | 7            | 37           | 27           | +10          | 45.83%       |
| Central Córdoba (SdE) Argentina  | 3.ª                        | Copa Argentina 2016-17            | 1            | 0            | 0            | 1            | 1            | 2            | -1           | 0%           |
| Central Córdoba (SdE) Argentina  | 3.ª                        | Federal A 2017-18                 | 29           | 16           | 9            | 4            | 53           | 24           | +29          | 65.52%       |
| Central Córdoba (SdE) Argentina  | 2.ª                        | Copa Argentina 2017-18            | 8            | 5            | 2            | 1            | 12           | 5            | +7           | 70.83%       |
| Central Córdoba (SdE) Argentina  | 2.ª                        | B Nacional 2018-19                | 30           | 12           | 13           | 5            | 32           | 27           | +5           | 54.44%       |
| Central Córdoba (SdE) Argentina  | 1ª                         | Copa Argentina 2018-19            | 6            | 5            | 0            | 1            | 6            | 4            | +2           | 83.33%       |
| Central Córdoba (SdE) Argentina  | 1ª                         | Primera División 2019-20          | 23           | 6            | 8            | 9            | 21           | 29           | -8           | 37.68%       |
| Central Córdoba (SdE) Argentina  | 1ª                         | Copa Argentina 2019-20            | 1            | 0            | 0            | 1            | 0            | 1            | -1           | 0%           |
| Central Córdoba (SdE) Argentina  | 1ª                         | Copa de la Superliga 2020         | 1            | 0            | 0            | 1            | 1            | 2            | -1           | 0%           |
| Central Córdoba (SdE) Argentina  | 1ª                         | Copa de la Liga Profesional 2021  | 13           | 4            | 5            | 4            | 14           | 17           | -3           | 43.59%       |
| Central Córdoba (SdE) Argentina  | 1ª                         | Primera División 2021             | 9            | 1            | 4            | 4            | 9            | 13           | -4           | 25.93%       |
| Central Córdoba (SdE) Argentina  | Total                      | Total                             | 145          | 57           | 50           | 38           | 186          | 151          | +35          | 50.8%        |
| San Miguel Argentina             |                            |                                   |              |              |              |              |              |              |              |              |
| 3.ª                              |                            |                                   |              |              |              |              |              |              |              |              |
| 2022                             | 18                         | 6                                 | 7            | 5            | 20           | 16           | +4           | 46.3%        |              |              |
| Apertura 2023                    | 16                         | 8                                 | 6            | 2            | 20           | 10           | +10          | 62.5%        |              |              |
| Clausura 2023                    | 22                         | 10                                | 7            | 5            | 26           | 16           | +10          | 56.06%       |              |              |
| Final 3er Acenso                 | 1                          | 0                                 | 1            | 0            | 0            | 0            | 0            | 33.33%       |              |              |
| 2.ª                              | 2024                       | 39                                | 13           | 15           | 11           | 34           | 33           | +1           | 46.15%       |              |
| 2.ª                              | Copa Argentina 2024        | 1                                 | 0            | 1            | 0            | 0            | 0            | 0            | 33.33%       |              |
| 2.ª                              | 2025                       | 16                                | 8            | 5            | 3            | 16           | 12           | +4           | 60.42%       |              |
| Total                            | Total                      | 113                               | 45           | 42           | 26           | 116          | 87           | +29          | 52.21%       |              |
| Total como entrenador            | Total como entrenador      | Total como entrenador             | 609          | 245          | 197          | 167          | 762          | 619          | +143         | 51.01%       |

## Palmarés

### Logros
| Logro                         | Club                  | País      | Año     |
| ----------------------------- | --------------------- | --------- | ------- |
| Ascenso a Primera Nacional    | Central Córdoba (SdE) | Argentina | 2017-18 |
| Ascenso a la Primera División | Central Córdoba (SdE) | Argentina | 2018-19 |
| Ascenso a Primera Nacional    | San Miguel            | Argentina | 2023    |